# Llegua

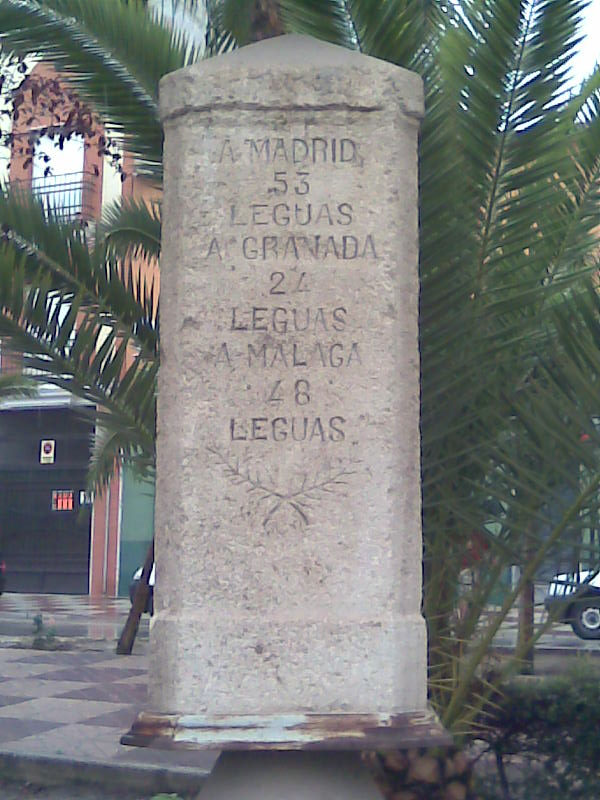
Lleguari situat a la localitat de Bailèn (Jaén - Espanya).

La llegua  és una antiga unitat de longitud que expressa la distància que una persona o un cavall poden caminar en una hora, és a dir, és una mesura itinerària (del llatí, iter: camí, període de marxa). Atès que una persona recorre normalment a peu una gamma de distàncies, la llegua es manté en aquesta gamma, però segons el tipus de terreny predominant a cada país o segons la conveniència estatal, la paraula llegua abasta distàncies que van dels 4 als 7 km, sent les més freqüents les llegües que es troben en la mitjana de tals extrems.

## Història
Aquesta mesura variava segons l'ús que se li donava. Per exemple: una llegua francesa mesurava 4,44 km, la llegua de posta feia 4 quilòmetres i la llegua marina equivalent 1/20 part d'un grau del meridià terrestre (que mesura 111,11111 km o 111.111,11 m), és a dir una longitud de 5,55555 km (5.555,55 m).
La llegua es va emprar a l'antiga Roma, essent equivalent a 3 milles romanes, és a dir, uns 4,435 km. L'origen de la milla és el parasang persa, que va arribar als romans a través dels grecs.

## Llegua catalana[2]

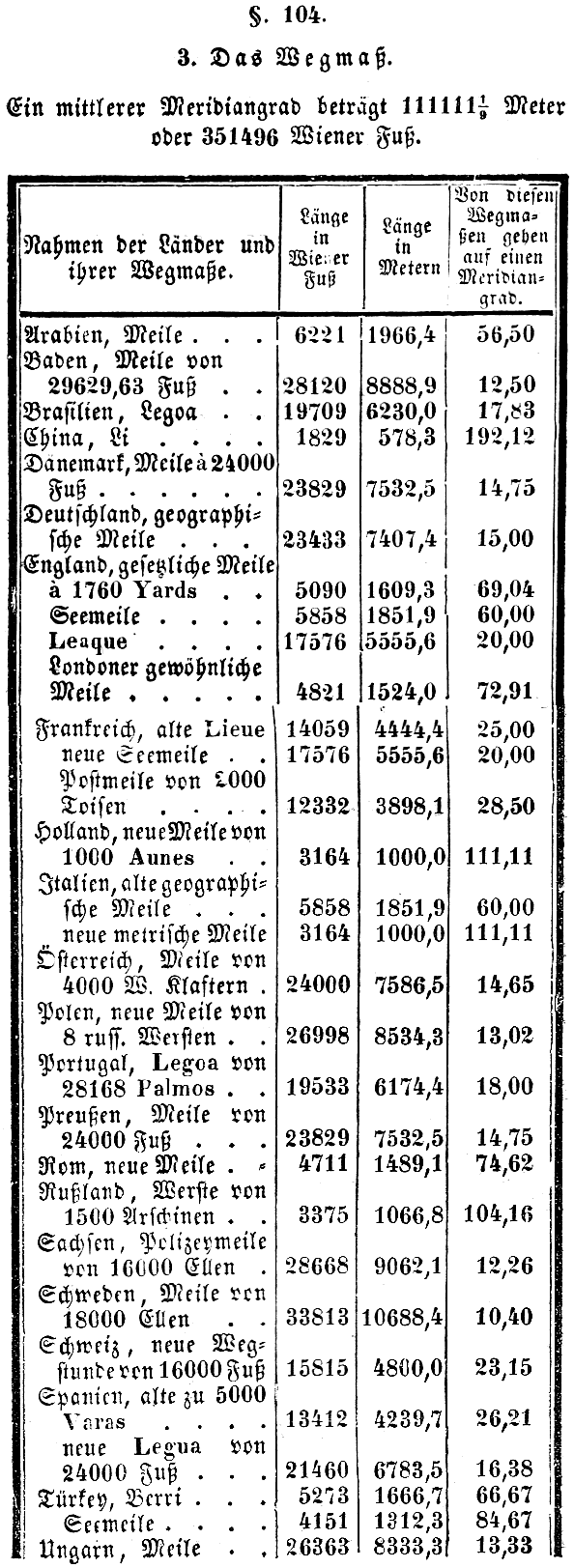
Diverses milles / llegues històriques d'un llibre de text alemany datat el 1848 (donades en peus, metres i fraccions d'un meridià

- Llegua antiga. Mida itinerària catalana equivalent a 6,7176 km,[3][4][5] o 4 milles catalanes,[6] o 4.320 canes de Barcelona.[3]
- Llegua de Colom: 6.779,66 m.[7] (Llibre copiador: 1º a l'equador = 56 milles i 2/3 = 14 llegues 1/6).[8]
- Llegua jurídica. Mida itinerària catalana equivalent a 4,1985 km.[9]
- Llegua marina (o llegua moderna). Mida emprada en nàutica (⇒s.xix), equivalent a 5,55 km (= 3 milles).[10][11][12]

## Llegua castellana
La llegua castellana es va fixar originalment en 5.000 vares castellanes, és a dir, 4,19 km o unes 2,6 milles romanes, i variava de manera notable segons els diferents regnes espanyols, i fins i tot segons les diferents províncies, quedant establerta el segle xvi com 20.000 peus castellans, és a dir, entre 5.573 i 5.914 metres.
La llegua de 20 al grau va començar a ser utilitzada a Espanya durant el segle xvii en substitució de la llegua de 17,5 al grau, és a dir de 17,5 llegües per grau de longitud, encara que aquesta última es va seguir utilitzant de manera profusa molt després de ser oficialment abolida per Felip II el 1568. També es van emprar les de 18 al grau i 25 al grau que equivalien a 1/18 i 1/25 del grau del meridià terrestre.
Les llegües, dividides en vint mil peus, que equivalen a 5.572,7 metres, eren les utilitzades per mesurar els camins d'Espanya, abans d'adoptar els quilòmetres del sistema mètric decimal. El 1769 una norma establia marcar els camins amb els "Lleguaris", que assenyalaven les distàncies. El punt zero es va establir a Madrid i es troba encara a la Puerta del Sol.
Carles IV d'Espanya, per Reial Ordre de 26 de gener de 1801, va establir:
| « | Perquè la llegua correspongui aproximadament al que a tot Espanya s'ha anomenat llegua (que és el camí que regularment es camina en una hora) serà aquesta llegua de vint mil peus, la que es farà servir en tots els casos que es tracti d'ella, siguin camins reials, en els Tribunals i fora d'ells. | » |

## Llegua imperial
La llegua imperial és la unitat més gran del Sistema Anglosaxó d'Unitats. Aquesta és l'única llegua que té una definició i equivalència exactes, ja que equival justament a 4,828032 quilòmetres.

### Equivalències
- 3 milles
- 24 Furlongs
- 240 cadenes
- 960 rods
- 5.280 iardes
- 15.840 peus

## Llegües en ús
En algunes zones d'Amèrica Llatina es segueix emprant de forma no oficial. La distància exacta varia, però, en els diferents països.
- En algunes àrees rurals de l'Argentina i de l'Uruguai, una llegua equival a 40 quadres, és a dir, 5.196 m.
- A Yucatán i altres parts del Mèxic rural encara s'utilitza una hora lluny en el sentit original de distància que es pot recórrer a peu en una hora. Per això, una llegua en una carretera bona suposa una distància més llarga que una llegua en un camí pedregós.
- A Guatemala, en alguns municipis de l'àrea rural, les persones encara es refereixen a la distància d'aproximadament 4 km com llegua.
- A Colòmbia, fins a mitjans del segle xix es va utilitzar una versió de la llegua anomenada llegua granadina, que equivalia a 5.000 m (5 km).[15]

A l'Argentina el fons de la llegua significar inicialment (segle xvi) la distància màxima des del front (l'entrada) fins al "fons" (límit oposat a l'entrada) d'una propietat del tipus "cinquena", encara que després la frase "fons de la llegua" va passar sovint a significar el límit màxim que en una hora (i fins i tot una jornada) podia recórrer un genet.
En l'actualitat, encara que la gent del camp conegui el sistema mètric decimal prou bé, és freqüent que s'usi la paraula llegua, ja sigui en sentit figurat ("tal lloc està a un parell de llegües" amb el significat de: "està a una distància ni molt propera ni llunyana, a la qual es pot accedir en un dia, encara que amb alguna fatiga"), o ja sigui en el sentit "antic".